# Bad Godesberg

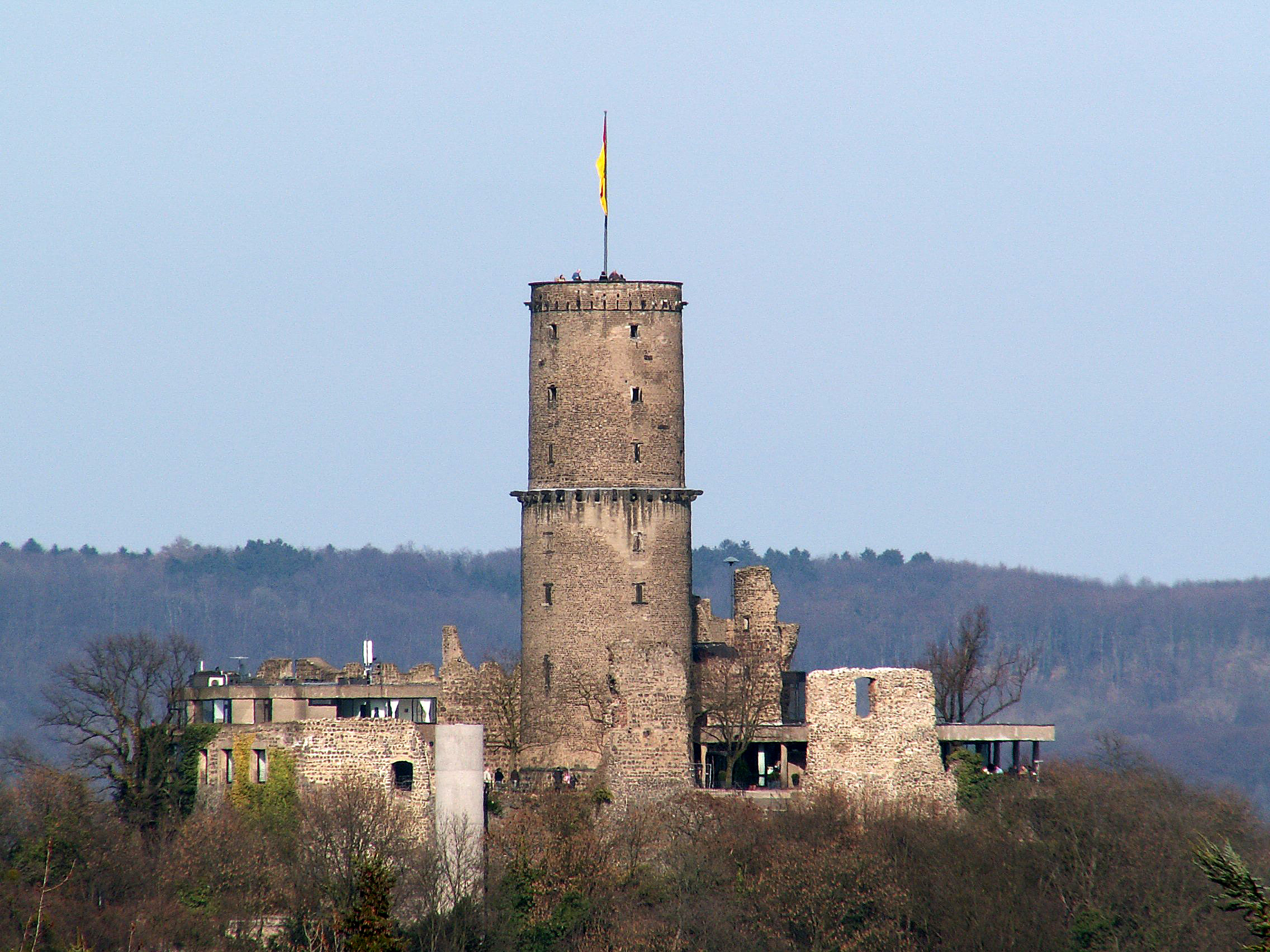
Símbolo de Bad Godesberg - o castelo Godesburg

Bad Godesberg é um distrito municipal (em alemão: Stadtbezirk ou Stadtteil) de Bonn, ex-capital provisória da Alemanha Ocidental, situada ao sul da região conhecida como Alto Reno-Vestfália.
Com uma área de 31.97 km², a cidade foi a sede da maioria das embaixadas e consulados estrangeiros, recebendo o nome popular Cidade dos Diplomatas (Diplomatenstadt). Alguns deste edifícios ainda são usados hoje por escritórios diplomáticos de diversos escalões.
Atualmente, Bad Godesberg apresenta uma população de 70.717 habitantes (censo de 31 de dezembro de 2005).

## História
Encontrada nos registros históricos pela primeira vez no ano de 722, a antiga Godesberg incorporou "Bad" a seu nome em 1925, terminologia que a transformou oficialmente num local-spa alemã. Em 1935, Bad Godesberg recebeu os direitos de cidade.